# Argyrophylax bisetosa
Argyrophylax bisetosa là một loài ruồi trong họ Tachinidae.